# Moskvadeklarationen
Moskvadeklarationen er betegnelsen for resultatet af konferencen mellem de Allierede udenrigsministre under 2. verdenskrig i Moskva i 1943. Erklæringen blev besluttet på Moskva konferencen den 30. oktober 1943 og offentliggjort to dage senere.
Udover deklarationen, blev European Advisory Commission (EAC, eller Den Europæiske Rådgivende Kommission på dansk) også nedsat, en kommission med hovedsæde i London som skulle fastsætte overgivelsesbetingelserne for fjenden. Det blev også aftalt at inddrage Tyrkiet i krigen som allieret partner, og USA forsikrede at Frankrig snarest ville blive befriet.

## Deklarationens afsnit

### De forenede fire-nationers deklaration
I deklarationens afsnit om de forenede fire-nationers deklaration besluttede USA, England, Sovjetunionen og Kinas regeringer i overensstemmelse med FN's deklaration fra januar 1942 og underliggende deklarationer at fortsætte fjendtlige aktioner mod aksemagterne, som de hver især var i krig mod. Fjendtligheden skulle fortsætte indtil aksemagterne havde nedlagt våbnene og betingelsesløst overgivet sig. Samtidig anerkendte de fire nationer nødvendigheden af så snart det var praktisk muligt at skabe en international organisation (Forenede Nationer) baseret på principperne om lighed for alle fredselskende lande, og åbne for medlemskab for alle sådanne stater, store som små, for at opretholde international fred og sikkerhed.

### Deklaration om Italien
I deklarationens afsnit om Italien kundgjorde USA, England og Sovjetunionens udenrigsministre, at fascisme og dens indflydelse skulle fuldstændig fjernes, og at det italienske folk skulle have enhver mulighed for at etablere en parlamentarisk stat byggende på demokratiske principper.

### Deklaration om Østrig
I afsnittet om Østrig aftalte de tre landes udenrigsministre, at Nazi-Tysklands anneksion (Anschluss) af Østrig i 1938 var ugyldig, og at Østrig efter 2. verdenskrig kunne genetableres som en suveræn stat. I deklarationen tilkendegav udenrigsministrene, at Østrig efter deres mening var det første frie land, der faldt som offer for Hitlers angrebspolitik, og Østrig skulle befris fra tysk herredømme.
Deklarationens formulering gav i efterkrigstiden Østrig anledning til den såkaldte "offermyte", hvor Østrig brugte mange årtier på offentligt at erkende sit medansvar for nationalsocialismens grusomheder. Først med forbundskansler Franz Vranitzkys tale i det østrigske parlament den 8. juni 1991 erkendte landet offentlig sit medansvar.

### Deklaration om grusomhederne
I deklarationens sidste afsnit fastslog de tre statsledere Franklin D. Roosevelt, Winston Churchill og Josef Stalin, at der forelå bevis for, at tyskerne gennemførte grusomheder, massakrer og koldblodige massehenrettelser i mange af de lande, som de havde overfaldet. De fastslog endvidere, at tyskerne efter krigen skulle sendes tilbage til de lande, hvor de havde begået deres forbrydelser og "skulle dømmes på stedet af de folk som de havde krænket". For de tyskere, hvor forbrydelserne ikke var begået indenfor et bestemt geografisk område, skulle de straffes gennem fælles beslutning af de allierede.